# The Sea and the Bells
The Sea and the Bells è il terzo album in studio del gruppo musicale Rachel's, pubblicato nel 1996.

## Tracce
1. Rhine & Courtesan – 6:43
2. The Voyage of Camille – 4:24
3. Tea Merchants – 4:56
4. Lloyd's Register – 9:49
5. With More Air Than Words – 2:15
6. All Is Calm – 3:20
7. Cypress Branches – 7:44
8. The Sirens – 2:21
9. Night at Sea – 3:45
10. Letters Home – 3:30
11. To Rest Near to You – 2:49
12. The Blue-Skinned Waltz – 3:15
13. His Eyes – 4:24